# Avatar: The Last Airbender - Into the Inferno
Avatar: The Last Airbender – Into the Inferno é um jogo baseado na animação de TV da Nickelodeon Avatar: A Lenda de Aang. Como nos dois jogos anteriores, que foram baseados na primeira e segunda temporada da animação, a configuração do jogo é baseada na terceira e última temporada. A versão Wii foi lançada em 13 de outubro de 2008 na América do Norte e em 1 de novembro de 2008 no Reino Unido. Uma versão PS2 também está disponível e foi lançada em 31 de outubro de 2008 no Reino Unido.

## Recepção
O jogo recebeu críticas mistas. No Metacritic, a versão para Nintendo DS tem uma pontuação de 65% com base nas análises de 5 críticos, já versão para Wii tem uma pontuação de 53% com base nas análises de 5 críticos.
Aaron Thornton, do site IGN, escreveu que Avatar: The Last Airbender - Into the Inferno "é um jogo destinado a ser esquecido". Já Gandem Jones, do Screen Rant, foi mais duro em suas críticas, afirmou que o jogo é "geralmente medíocre". Por outro lado, Alex Dale, do Gamesradar+, descreveu o jogo como "cativante" e "alimento relaxante para jogos".